# Симпатолитики
Симпатолитики (sympatholytica; анат. sympathica симпатическая часть вегетативной нервной системы + греч. lyticos растворяющий, ослабляющий) — группа лекарственныx средств, оказывающих тормозящее влияние на передачу нервного импульса симпатической нервной системой к эффекторным органам.
Воздействуют как на уровне периферических органов (сердце, сосуды), так и на уровне ЦНС, с чем связано разнообразие клинических и побочных эффектов данной группы препаратов. Наиболее известные представители — резерпин и гуанетидин (октадин), применяемые в медицине для лечения артериальной гипертензии.

## Механизм действия
Под воздействием симпатолитиков происходит ускоренный выход катехоламинов из гранулярных депо пресинаптических нервных окончаний симпатической нервной системы, вследствие чего снижается количество нейромедиаторов на уровне окончаний постганглионарных адренергических волокон. Высвобожденные катехоламины подвергаются дальнейшему разрушению моноаминооксидаз
Уменьшение симпатических влияний на внутренние органы и кровеносные сосуды и активизация парасимпатических приводят к следующим клиническим эффектам:
- расширение сосудов
- понижение артериального давления
- уменьшение частоты сердечных сокращений
- в больших дозах возможно нейролептическое действие
- усиление перистальтики кишечника
- повышение секреции экзокриных желез

## Применение в медицине
Основное применение находят в лечении артериальной гипертензии: как первичной, так и вторичной.
Кроме того, до открытия современных нейролептиков некоторые из симпатолитиков применялись при лечении психозов, в связи с наличием некоторой нейролептической активности в ЦНС.

## Препараты
Основными представителями этой группы являются:
- Раунатин[1] (Раувазан, Гендон, Рауксидин, Раувилод)
- Резерпин (Рауседил, Кристозерпин, Эсказерп, Гипозерпил, Раупазил, Pay-Сед, Рауседан, Резерпоид, Роксиноид, Седараупин, Серфин, Серпазил, Серпен, Тенсерпин)
  - Резерпин входит в ряд комбинированных антигипертензивных препаратов (Адельфан, Адельфан-эзитрекс, Бринердин, Неокристепин, Терболан)
- Октадин (Изобарин, Исмелин, Абапрессин, Санотензин, Антипрес, Азетидин, Деклидин, Эутензол, Гуанетидин, Гуанексил, Ипоктал, Ипорал, Октатензин, Октатензин, Пресседин)